# Maren Eggert
Pour les articles homonymes, voir Eggert.
Maren Eggert est une actrice allemande née le 30 janvier 1974 à Hambourg. En 2021, elle remporte le Prix de la meilleure actrice aux Deutscher Filmpreis, ainsi que l'Ours d'argent de la meilleure actrice à la Berlinale 2021 pour son rôle d'Alma dans le film I'm Your Man.

## Biographie
Maren Eggert reçoit en 2002 le prix Boy-Gobert, qui récompense les espoirs du Théâtre de Hambourg. L'Expérience, film allemand réalisé par Oliver Hirschbiegel sorti en 2001, où elle joue le rôle féminin principal, aux côtés de Moritz Bleibtreu, marque son premier succès au cinéma.

## Filmographie partielle
- 2001 : L'Expérience d'Oliver Hirschbiegel
- 2004 : Marseille d'Angela Schanelec
- 2011 : Amigo, la fin d'un voyage (téléfilm) de Lars Becker
- 2013 : Papa est en congé parental de Robert Thalheim
- 2019 : J'étais à la maison, mais... d'Angela Schanelec
- 2021 : I'm Your Man (Ich bin dein Mensch) de Maria Schrader
- 2023 : Pas un mot de Hanna Slak

## Distinctions
- Berlinale 2021 : Ours d'argent de la meilleure performance pour I'm Your Man[1]
- Deutscher Filmpreis 2021 : meilleure actrice pour I'm Your Man